# Daniel Portman
Pour les articles homonymes, voir Portman.
Daniel Portman est un acteur britannique connu pour tenir le rôle de Podrick Payne dans la série de HBO Game of Thrones.

## Biographie
Daniel Portman, fils de l'acteur Ron Donachie, est né le 13 février 1992 à Glasgow et a grandi à Strathbungo. Il fait ses études à la Shawlands Academy, où il a joué au rugby. Il a reçu un Higher National Certificate pour son jeu d'acteur et a joué au Reid Kerr College à Paisley.

## Carrière
Daniel Portman a commencé sa carrière lorsqu'il avait 16 ans. Son premier rôle était en 2010 dans le film Outcast, où il a tenu le rôle de Paul. Ensuite, il a joué dans le célèbre soap opéra écossais River City. Son second rôle au cinéma fut dans la comédie écossaise La Part des Anges.
Le 24 août 2011, il est annoncé dans la distribution de la célèbre série de HBO, Game of Thrones dans le rôle de Podrick. Il continue d'incarner ce personnage depuis la première saison. Son jeu d'acteur a reçu des critiques très positives de la part des fans.

## Filmographie

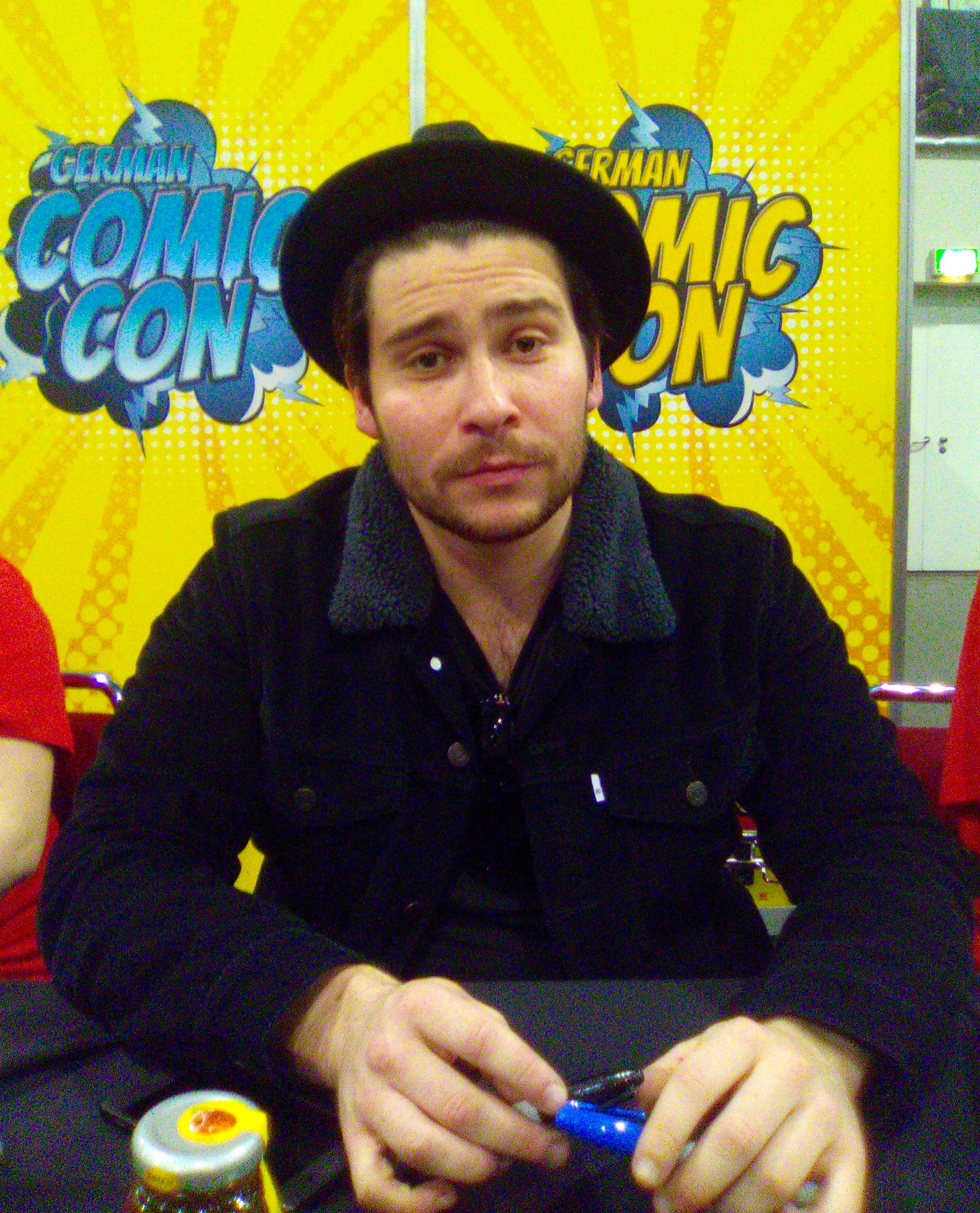
Daniel Portman 2016

### Cinéma
- 2010 : Outcast : Paul
- 2012 : La Part des anges : second sniper
- 2016 : The Journey : Cashier
- 2019 : Robert the Bruce de Richard Gray : Angus McDonald

### Télévision
- 2012 - 2019 : Game of Thrones : Podrick Payne (35 épisodes)
- 2023 : Black Mirror : Stuart King (saison 6, épisode 2)[5]